# Прыжки в воду на летних Олимпийских играх 1976
В соревнованиях по прыжкам в воду на летних Олимпийских играх 1976 года приняло участие 82 спортсмена из 22 стран.

## Общий медальный зачёт
| Место | Страна | Золото | Серебро | Бронза | Всего |
| ----- | ------ | ------ | ------- | ------ | ----- |
| 1     | США    | 2      | 1       | 2      | 5     |
| 2     | Италия | 1      | 1       | 0      | 2     |
| 3     | СССР   | 1      | 0       | 2      | 3     |
| 4     | ГДР    | 0      | 1       | 0      | 1     |
| 4     | Швеция | 0      | 1       | 0      | 1     |

## Медалисты

### Мужчины
| Дисциплина   | Золото               | Серебро                 | Бронза                  |
| ------------ | -------------------- | ----------------------- | ----------------------- |
| Трамплин 3 м | Филлип Боггс США     | Джорджо Каньотто Италия | Александр Косенков СССР |
| Вышка 10 м   | Клаус Дибиаси Италия | Грегори Луганис США     | Владимир Алейник СССР   |

### Женщины
| Дисциплина   | Золото                  | Серебро              | Бронза            |
| ------------ | ----------------------- | -------------------- | ----------------- |
| Трамплин 3 м | Дженнифер Чэндлер США   | Криста Кёлер ГДР     | Синтия Поттер США |
| Вышка 10 м   | Елена Вайцеховская СССР | Ульрика Кнапе Швеция | Дебора Уилсон США |

## Судьи
Президент FINA —  Хэл Хеннинг, генеральный секретарь FINA —  Поль Хош.
Технические делегаты FINA —  Сидни Грейндж,  Анте Ламбаша,  Антонио Марискаль.
Жюри:
- Рене Де Раве
- Серджо Каталани
- Мустафа Ларфауи[фр.]
- Хавьер Остос Мора[англ.]
- Себастьян Салинас Абриль
- Бертиль Селльфорс
- Уильям Бердж Филлипс
- Захарий Фирсов
- Хироносин Фурухаси[яп.]
- Георг Цоповка
- Юссеф А. Л. Эззельдин

Судьи:
- Лиза Аррелль
- Валерио Бертолотти
- Морис Билодо
- Дерек Бомонт
- Мартин Брукс
- Вон Бэрд
- Герт Буров
- Даниэль Вентрес
- Хайнц Гольд
- Одетт Жигер
- Гастон Жиру
- Клаус Йегер
- Джеральдин Йорк
- Ахмед Ибрахим Камель[англ.]
- Альберто Капилья[англ.]
- Бетти Кларк
- Биргер Кивеля[фин.]
- Примавера Лаваджи
- Анатолий Ларюшкин
- Андре Меценер
- Раймон Мюлингхаузен[фр.]
- Вирт Норрис
- Тосио Оцубо
- Ирен Пирс
- Боб Рыдзе
- Франсиско Сальдате Патон
- Джон Сандерс
- Ян Сник
- Родольфо Спербер
- А. М. Стивенс
- Асгари Таги
- Сид Тейтем
- Умберто Тронкосо
- Антонио Феррара
- Росс Хетерингтон
- Дон Хиллис
- Питер Хитли[англ.]
- Питер Хубер[англ.]
- Йёста Эландер
- Мохтар Ясин